# 김구용 (고려)
김구용(金九容, 1338년 ~ 1384년)은 고려 후기의 문신으로 김방경의 고손자이다. 자는 경지(敬之), 백은(伯誾)이며, 호는 척약재(惕若齋)이다. 초명은 제민(齊閔), 본관은 안동이다.

## 생애
공민왕(恭愍王) 때 16세로 안보(安輔)가 주관하는 진사시(進士試)에 이보림(李寶林) ㆍ 우현보(禹玄寶) ㆍ 이집(李集)과 함께 급제하였다. 당시 왕은 모란을 시제로 내리도록 명하였는데, 김구용이 수석을 차지하였고 왕이 기이하게 여겨 산원직(散員職)을 하사하였다고 한다. 등제하자 덕녕부주부(德寧府注簿)를 제수하였다.
공민왕 16년(1367년) 5월 당시의 권력자 신돈의 주도로 개경의 국학(國學, 성균관)을 대대적으로 중수하였을 때 경학과 제술에 뛰어난 선비(經術之士)로써 정몽주(鄭夢周) · 박상충(朴尙衷) · 박의중(朴宜中) · 이숭인(李崇仁) 등과 함께 모두 학관(學官)을 겸하게 되었다. 민부의랑(民部議郞) 겸 성균직강(成均直講)으로써 후학들에게 권면하고 유교의 가르침에 게으르지 않았는데, 휴가로 집에 있을 때도 질문하는 생도들이 끊이지 않았다고 한다.
공민왕이 시해되고 우왕이 즉위한 뒤에 삼사좌윤(三司左尹)에 제배되었다. 당시 북원(北元)이 사자를 보내 "바얀테무르 왕(伯顔帖木兒王, 공민왕)이 원을 배반하고 명에 귀부하였으므로 고려에 국왕 시해의 죄를 묻지 않겠다고 전해왔는데, 이인임(李仁任)과 지윤(池奫)이 원의 사신을 맞이하려 하자 김구용은 이숭인(李崇仁) · 정도전(鄭道傳) · 권근(權近) 등과 함께 도당(都堂)에 글을 올려서 북원의 사신을 받아서는 안 된다고 주장하였다. 경복흥(慶復興)과 이인임이 그 글을 물리치고 받지 않았고, 간관(諫官) 이첨(李詹)과 전백영(全伯英) 등이 소를 올려 이인임의 죄를 논하며 그를 주살할 것을 청하였다가 장형에 처해져서 유배되고, 김구용도 이숭인 등과 함께 재상을 음해하려 했다는 이유로 죽주(竹州)로 유배되었다. 뒤에 여흥(驪興)으로 옮겨졌는데, 산천을 유람하며 시를 짓거나 술을 마시며 유유자적하였고, 자신이 거주하는 곳의 편액을 육우당(六友堂)이라고 하였다.
우왕 7년(1381년)에 소환되어 좌사의대부(左司議大夫)가 되었다. 이에 김구용은 상서로 왜구의 침략으로 소란스럽고 사방으로 적이 들어와 전쟁이 그치지 않아 백성이 생업을 잃고 기근으로 떠돌며 세금도 군사도 거둘 데가 없는 상황인데도 왕이 자신이 거처할 대궐을 짓는데 절제가 없고 술에 취해 거리에서 말이나 달리는 것은 마땅하지 못하다고 간언하였으나 듣지 않았다. 이듬해 성균대사성(成均大司成)으로 옮겼다가 이윽고 판전교시사(判典校寺事)가 되었다.
우왕 10년(1384년) 정월, 김구용을 행례사(行禮使)로 삼아 서한과 백금(白金) 100냥, 가는 모시와 삼베 각 50필을 선물로 가지고 육로로 명(明)으로 가게 하였는데, 요동(遼東)에 이르렀을 때 총병(摠兵) 반경(潘敬)과 섭왕(葉旺), 도지휘(都指揮) 매의(梅義) 등은 "신하는 의리상 사적인 교류란 있을 수 없다"며 김구용을 붙잡아 명의 경사(京師)로 보냈고, 황제가 대리위(大理衛)로 유배할 것을 명하였다. 가던 중 노주(瀘州) 영녕현(永寧縣)에 이르러 병으로 사망하였다. 향년 47세였다. 김구용의 파견은 앞서 의주천호(義州千戶) 조계룡(曹桂龍)이 하정사(賀正使)를 호송하여 요동에 이르렀을 때 도지휘 매의가 조계룡에게 거짓으로 "우리가 너희 나라에 대해서 매번 공무가 있을 때마다 마음을 다해 시행하였는데, 너희 나라에서는 어찌 한 번도 문안을 오지 않는가."라고 한 말을 그대로 믿고서 고려 조정에 전했고, 조정은 그 말을 믿어서 김구용이 행례사로써 파견되었던 것이었다. 김구용은 영녕현에서 죽기 전에 "좋은 말 오천 필이 언제나 도착하려나/도화관 밖에는 풀만 무성하구나"(良馬五千何日到/桃花關外草芊芊)라는 시를 읊었고, 국인이 이를 듣고 가엾어하였다고 한다.
조계룡은 훗날 이 일로 유배형에 처해졌다.

## 문학
문집으로 《척약재집》(惕若齋集)이 있다. 《동문선》에 한시 8수가 실려 있다.
김구용은 이 밖에도 외할아버지 민사평의 글들을 모아 공민왕 11년(1362년) 《급암시집》(及菴詩集)을 편찬하였으며, 생전에 민사평과는 잘 알고 지냈던 이제현(李齊賢), 백문보(白文寶), 이색(李穡) 등이 문집의 서문을 써 주었고 공민왕 19년(1370년)에는 이색과 함께 이인복(李仁復)도 나서서 문집의 발문을 써 주었다고 한다.

## 가족 관계
- 고조할아버지 - 김방경
- 증조할아버지 - 김선(金愃) : 부지밀직사사(副知密直司事)
- 할아버지 - 김승택(金承澤) : 중서평장사(中書平章事) 양간공(良簡公)
- 아버지 - 김묘(金昴) : 상락군(上洛君)
- 어머니 - 여흥군부인 민씨(驪興郡夫人閔氏)[8] : 민사평(閔思平)의 딸
  - 형제 - 김구용 - 초명은 제민(齊閔)이다.
  - 형제 - 김제안
  - 형제 - 김구덕(金九德)

또한 목은 이색이 쓴 여흥군부인 민씨의 묘지명에 따르면 김제안에게는 아홉 명의 자매가 있었다고 하는데, 묘지명이 작성된 시점에서 아홉 명의 자매 가운데 일곱 명은 각기 밀직부사(密直副使) 김사안(金士安), 전 개성윤(開城尹) 이창로(李彰路), 전 종부령(宗簿令) 최유경(崔有慶), 전 낭장(郞將) 허호(許顥), 전 부령(副令) 허의(許誼), 겸박사(兼博士) 이존사(李存斯), 문하주서(門下注書) 김첨(金瞻)에게 출가하였고, 두 명은 출가하지 않은 상태였다고 한다.
김구용의 아들은 김명선(金明善)·김명리(金明理)·김명윤(金明允)이다.